# Chin (Chéki)
Pour les articles homonymes, voir Chin.
Chin est un village de la région de Şəki en Azerbaïdjan.

## Géographie
Le village de Chin de la région de Şəki est situé dans la circonscription administrative du village de Bach Layisqi.

## Économie
La principale occupation de la population du village est l'élevage, la céréaliculture et l'agriculture.

## Population
Selon les statistiques de 2009, la population du village est de 1543 personnes.

## Culture
Il y a une école, une bibliothèque une école maternelle, un club, la tour de Chinaz, une mosquée et un centre culturel dans le village.